# 老街基乡
老街基乡是中国黑龙江省哈尔滨市尚志市下辖的一个乡，位于尚志市南部，301国道穿镜。